# Frederick Denison Maurice
John Frederick Denison Maurice, mais conhecido como F. D. Maurice (Lowestoft, 29 de agosto de 1805 — Londres, 1 de abril de 1872) foi um teólogo e socialista cristão inglês.

## Biografia
Maurice era filho de um ministro unitarista, e entrou para o Trinity College, Cambridge, embora apenas os membros da Igreja Estabelecida eram elegíveis para obter um diploma. Juntamente com John Sterling (com quem fundou o Apostles' Club), transferiu-se para o Trinity Hall e obteve um grau de primeira classe em Direito civil, em 1827; indo para Londres onde se dedicou ao trabalho literário, escrevendo um romance, Eustace Conway, e editando a London Literary Chronicle até 1830 e também, por um tempo curto, a Athenaeum.
Nesse tempo Maurice estava indeciso sobre suas convicções religiosas e finalmente encontrou alívio na decisão de fazer mais um curso universitário e buscar a ordenação anglicana. Ingressou no Exeter College, Oxford, e obteve um grau de segunda classe em Arte e cultura clássicas em 1831. Foi ordenado em 1834 e, após um curto período como pároco em Bubbenhall, Warwickshire, foi nomeado capelão do Guy's Hospital e tornou-se uma figura de liderança na vida intelectual e social de Londres. De 1839 a 1841, foi editor da Education Magazine. Em 1840 foi nomeado professor de História e Literatura inglesas no King's College de Londres e neste posto em 1846 foi adicionado o de presidente da divindade. Em 1845 foi Boyle lecturer e Warburton lecturer. Manteve estas cadeiras até 1853.
Em 1853 publicou Theological Essays; as opiniões que expressou foram vistas por Richard William Jelf, diretor do King's College, como sendo teologicamente incorretas. Foi chamado para livrar-se das acusações de heterodoxia contra ele na Quarterly Review (1851) e foi absolvido por uma comissão de inquérito. Maurice manteve com grande convicção que suas opiniões estavam conforme as Escrituras e os princípios anglicanos, porém, o Conselho do King's College decidiu o contrário e Maurice foi privado de suas cátedras, embora recebesse o apoio de amigos e ex-alunos. Renunciou à capelania do Guy's Hospital para assumir a capelania do Lincoln's Inn (1846-1860). Maurice manteve a incumbência da Marybone Chapel de 1860 a 1869, onde uma oferta de renúncia foi recusada.
Seu filho Frederick Maurice editou o "The Life of Frederick Denison Maurice Chiefley Told in His Own Letters" - dois volumes, Macmillan, 1884.

## Conquistas

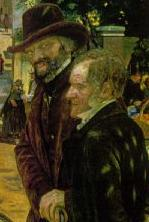
Maurice (à direita) com Thomas Carlyle detalhe da pintura de Ford Madox Brown, Work.

Maurice esteve envolvido com importantes iniciativas educacionais. Ajudou a fundar o Queens' College para a educação de governantas em 1848. Foi um dos principais promotores e fundadores do Working Men's College (fundado em 1854), sendo seu diretor entre 1854 e 1872. Em 1866, Maurice foi nomeado Knightbridge Professor de Filosofia Moral em Cambridge, e de 1870 a 1872 foi titular do St Edward's naquela cidade. Muitas ruas em Londres são nomeados em homenagem a F. D. Maurice, incluindo a Maurice Walk, uma rua em Hampstead Garden Suburb.
Maurice é homenageado com uma festa litúrgica no calendário litúrgico da Igreja Episcopal dos Estados Unidos em 1 de abril.

## Vida pessoal

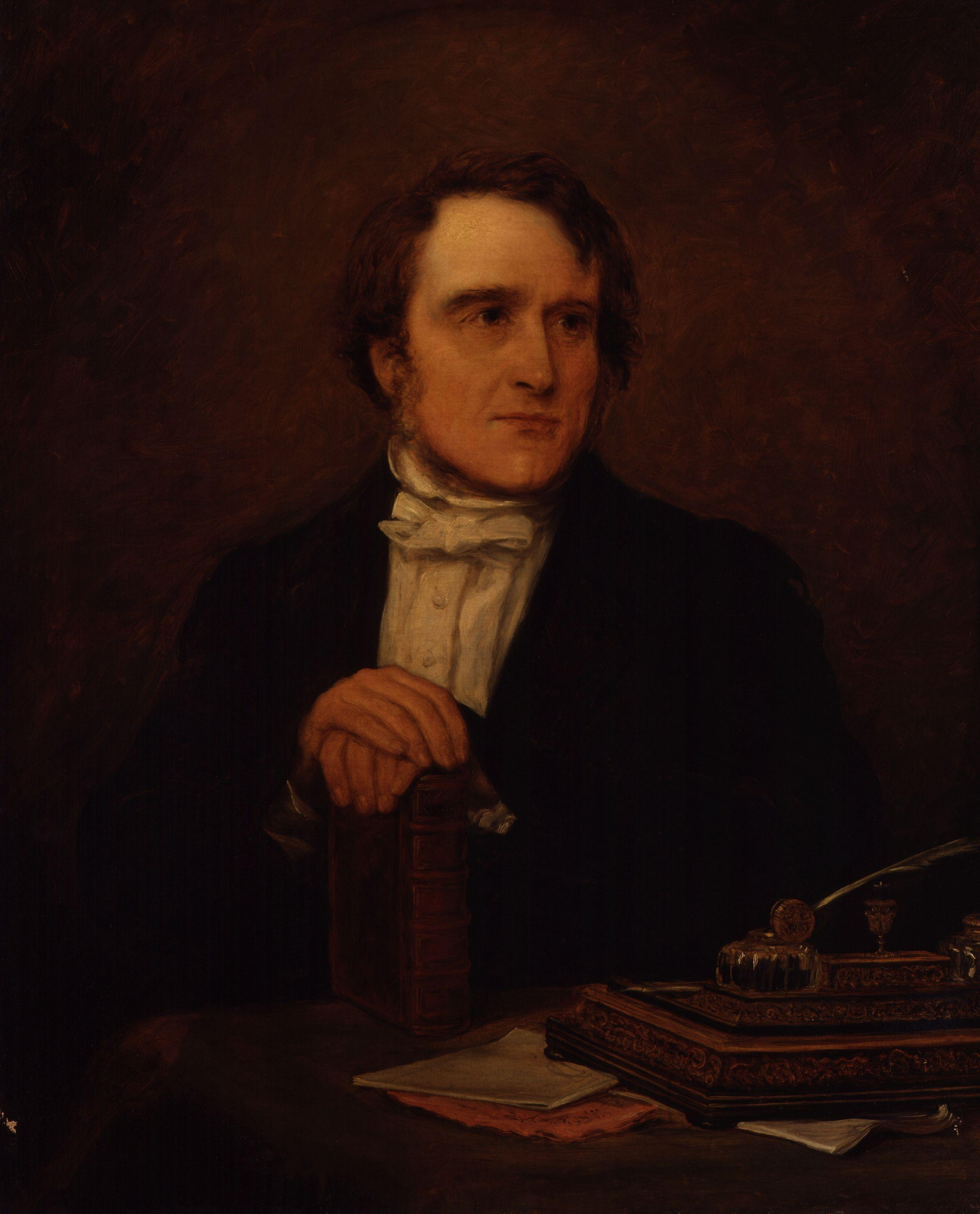
Retrato de Maurice por Jane Mary Hayward, 1854.

Maurice foi casado duas vezes, pela primeira vez com Anna Barton, uma irmã da esposa de John Sterling. Pela segunda vez, com uma meia-irmã de seu amigo Archdeacon Hare. Seu filho, o major-general Sir John Frederick Maurice (nascido em 1841), tornou-se um distinto militar e um dos escritores mais importantes do seu tempo. Frederick Barton Maurice foi um general e escritor britânico, e como seu avô F.D. Maurice, diretor do Working Men's College (1922-1933).
Aqueles que o conheciam melhor ficaram profundamente impressionados com a espiritualidade de seu caráter. "Sempre que ele acordava no meio da noite", dizia sua esposa, "ele estava sempre orando." Charles Kingsley chamou-o de "a alma humana mais linda que Deus já me permitiu conhecer".
Enquanto muitos "Broad Churchmen" foram influenciados por considerações éticas e emocionais em sua rejeição ao dogma do tormento eterno, Maurice foi influenciado por argumentos intelectuais e teológicos, e em questões de uma liberdade mais geral muitas vezes se opôs à teólogos liberais. Tinha um grande conhecimento metafísico e filosófico que aplicou à história da teologia. Foi um árduo defensor do controle eclesiástico no ensino fundamental, e um oponente da nova escola de alto criticismo bíblico, embora fosse um evolucionista por acreditar no crescimento e desenvolvimento aplicado à história das nações.
Como pregador, sua mensagem era aparentemente simples; suas duas grandes convicções eram a paternidade de Deus, e a de que todos os sistemas religiosos que tiveram alguma estabilidade duraram por causa de uma parte da verdade que tiveram de ser desembaraçadas do erro, diferenciando-as das doutrinas da Igreja da Inglaterra como entendido por ele mesmo.
Como um reformador social, Maurice esteve a frente de seu tempo, e deu seu apoio aos regimes para os quais o mundo não estava pronto. As condições dos pobres da cidade o perturbavam; a magnitude das questões sociais envolvidas era um fardo que mal podia suportar. Os trabalhadores de todas as opiniões pareciam confiar nele, mesmo que sua fé em outros homens religiosos e em todos os sistemas religiosos tivesse desaparecido, e ele tinha um poder de atrair tanto os fanáticos, quanto os marginalizados.

## Obras
Os escritos seguintes são suas obras mais importantes e algumas delas foram reescritas, bem como a data dada não é necessariamente a da primeira edição do livro, mas a de sua forma mais completa e permanente:
- Eustace Conway, or the Brother and Sister, um romance (1834)
- The Kingdom of Christ (1838)
- Christmas Day and Other Sermons (1843)
- The Unity of the New Testament (1844)
- The Epistle to the Hebrews (1846)
- The Religions of the World (1847)
- Moral and Metaphysical Philosophy (inicialmente um artigo na Encyclopaedia Metropolitana, 1848)
- The Church a Family (1850)
- The Old Testament (1851)
- Theological Essays (1853)
- The Prophets and Kings of the Old Testament (1853)
- Lectures on Ecclesiastical History (1854)
- The Doctrine of Sacrifice (1854)
- The Patriarchs and Lawgivers of the Old Testament (1855)
- The Epistles of St John (1857)
- The Commandments as Instruments of National Reformation (1866)
- On the Gospel of St Luke (1868)
- The Conscience: Lectures on Casuistry (1868)
- The Lord's Prayer, a Manual (1870).

A maior parte destas obras surgiu inicialmente como sermões ou palestras. Maurice também contribuiu com muitos prefácios e introduções aos trabalhos de amigos, como para Charges, de Archdeacon Hare, Saint's Tragedy, de Charles Kingsley, etc.